# Eugen Bracht
Eugen Bracht, född 3 juni 1842, död 15 november 1921, var en tysk konstnär.
Bracht utbildade sig i bland annat Düsseldorf under Hans Fredrik Gude. Hans stora genombrott kom med motiv från Östersjöns kust. En resa till Orienten 1880-81 gav en rad färgkraftiga landskapsbilder. Dock anses hans senare verk från början av 1900-talet vara de bästa.